# ماتيوزينيو (لاعب كرة قدم، مواليد 2000)
ماتيوس فرانسا سيلفا (بالبرتغالية: Matheus França Silva‏)، المعروف باسم ماتيوزينيو هو لاعب كرة قدم برازيلي في مركز المدافع، يلعب حالياً لصالح فلامنغو في الدوري البرازيلي الدرجة الأولى.

## روابط خارجية
- ماتيوزينيو (لاعب كرة قدم، مواليد 2000) على موقع قاعدة بيانات كرة القدم.إي يو (الإنجليزية)
- ماتيوزينيو (لاعب كرة قدم، مواليد 2000) على موقع Soccerway.com (الإنجليزية)